# David Sims
David Sims (...) è un fotografo di moda britannico.

## Carriera
David Sims inizia la sua carriera come assistente dei fotografi Robert Erdmann e Norman Watson. In seguito ottiene un contratto con l'agenzia M.A.P. Nel 1993, nel 2000 e nel 2001 Sims ha firmato un contratto di un anno in esclusiva con la rivista Harper's Bazaar. Successivamente ha lavorato per W, The Face, Arena, i-D, L'Uomo Vogue, Arena Homme Plus, Vogue e Dazed.
Fra le aziende e gli stilisti per cui ha lavorato Sims si possono citare Calvin Klein, Jil Sander, Marc Jacobs, Stella McCartney, Givenchy, Hugo Boss, Levi's, GAP, Louis Vuitton, Prada, L'Oréal, Pepsi, Helmut Lang, Yohji Yamamoto, Nike, Chloé, Zara, Valentino, Shiseido, Dunhill e Lanvin.
Fra le modelle ad essere state ritratte da Sims, si possono citare Coco Rocha per Balenciaga, Kate Moss per Belstaff, Lara Stone, Raquel Zimmermann e Ali Stephens per Calvin Klein, Isabeli Fontana e Daria Werbowy per Pepe Jeans o Agyness Deyn per Burberry.
Nel 1994 e nel 1996, David Sims ha vinto il premio Young fashion photographer of the year in occasione del Festival de la mode di Hyères.